# Holstein-Gottorp

Holstein-Gottorps flagga.

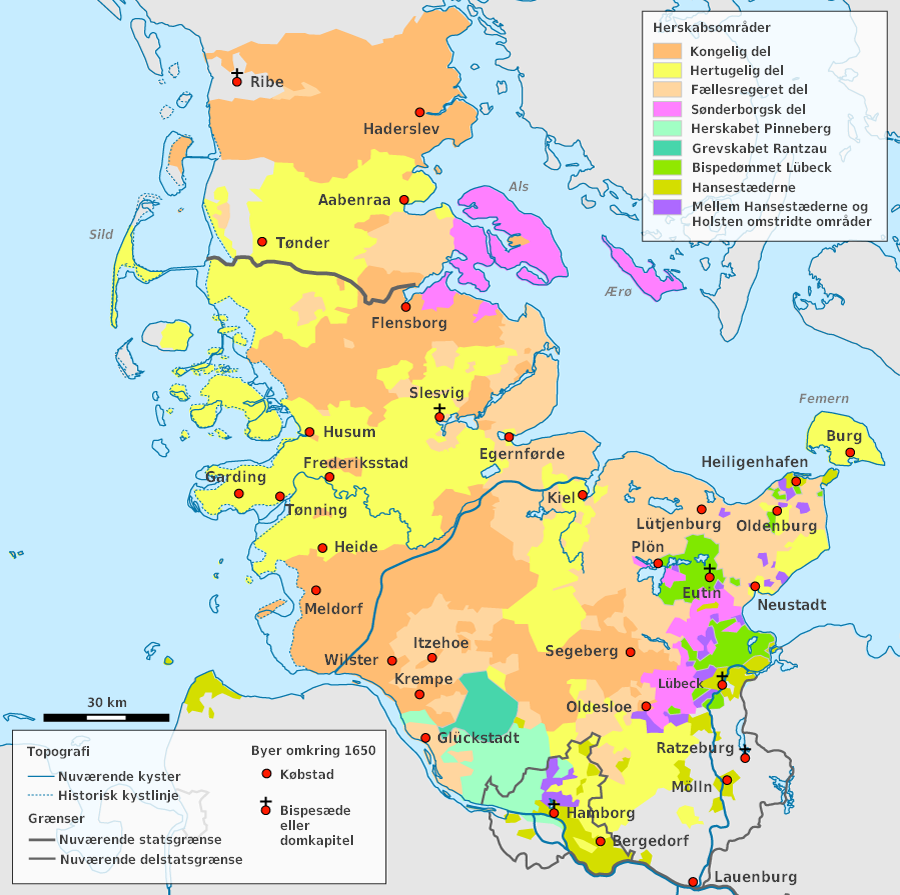
Karta över hertigdömena Slesvig och Holsten år 1650 med kungliga och hertigliga delar.

Holstein-Gottorp eller Slesvig-Holstein-Gottorp var ett område som gav namnet på en gren av fursteätten Oldenburg i områden i hertigdömena Schleswig och Holstein, i gränstrakterna mellan dagens Danmark och Tyskland. Namnet på området och släktgrenen kommer från länet Holstein och slottet Gottorp, beläget vid den nuvarande staden Schleswig i det dåvarande hertigdömet Schleswig.

## Bakgrund
1544 delade danske kung Kristian III hertigdömena Schleswig och Holstein i en kunglig, två hertigliga delar och en gemensamt regerad del. Den gottorpska delen låg spridd över de två hertigdömena Schleswig (som fortfarande var ett danskt län) och Holstein (som fortfarande var ett tyskt län). Efter stora nordiska kriget gick den gottorpska delen i Schleswig förlorat till Danmark, men den gottorpska delen i Holstein fortsatte att utgöra ett relativt självständigt herrskapsområde fram till 1773, då området förvärvades av Danmark genom att det bortbyttes mot grevskapen Oldenburg och Delmenhorst.

## Hertigar av Holstein-Gottorp
- 1544–1586 Adolf av Holstein-Gottorp
- 1586–1587 Fredrik II av Holstein-Gottorp
- 1587–1590 Philip av Holstein-Gottorp
- 1590–1616 Johan Adolf av Holstein-Gottorp
- 1616–1659 Fredrik III av Holstein-Gottorp
- 1659–1695 Kristian Albrekt av Holstein-Gottorp
- 1695–1702 Fredrik IV av Holstein-Gottorp
- 1702–1739 Karl Fredrik av Holstein-Gottorp
- 1739–1762 Peter III av Ryssland
- 1762–1773 Paul I av Ryssland